# Sayen - La cacciatrice
Sayen - La cacciatrice (Sayen: La Cazadora) è un film del 2023 diretto da Alexander Witt.
Il film è il terzo e ultimo della trilogia iniziata con il film Sayen e continuato con Sayen - La terra ha sete.

## Trama
Dopo essere stata in fuga per lungo tempo, Sayen è finalmente pronta a porre fine alla lotta che l’ha vista scontrarsi con i responsabili della distruzione del suo territorio e della morte della sua famiglia. La giovane eroina mapuche, però, quando si trova a Santiago, decide di unirsi a Cóndor, un gruppo di resistenza clandestina guidato da José, e supportato dagli hacker Azul e Lilith. Il loro obiettivo è uno solo: smascherare Michael Fisk, spietato leader della GreenCorp, che attraverso la corruzione politica e la manipolazione ambientale, cerca di impossessarsi del controllo delle risorse idriche del paese. Trovano un'alleata nella moglie di Fisk, che è disposta a fornire le informazioni chiave per incastrare l'odiato marito. L’operazione si rivela pericolosa e complessa, spingendo Sayen ai limiti fisici ed emotivi. Tra sparatorie, inseguimenti per le strade di Santiago e infiltrazioni ad eventi esclusivi, Sayen si troverà faccia a faccia con vecchi nemici come il senatore Salazar e dovrà distinguere gli amici dai traditori. La battaglia per la verità sarà senza esclusione di colpi, e l’azione incessante porterà a un confronto finale che deciderà le sorti della sua terra. Ma la vera domanda è: quanto è disposta a sacrificare Sayen per proteggere ciò che resta del suo mondo?

## Distribuzione
Il film è stato distribuito sulla piattaforma Amazon Prime Video a partire dal 26 aprile 2024.